# 上代文学会
上代文学会（じょうだいぶんがくかい、英語: Association for Early Japanese Literature）は、日本の学術研究団体の一つ。

## 概要
学術研究団体としての種別は単独学会。日本学術会議協力学術研究団体である。
日本古典文学、とりわけ上代文学（飛鳥・奈良時代の日本語文学）に関する学会として、1952年5月に、佐佐木信綱、久松潜一、折口信夫、武田祐吉、森本治吉、五味智英、藤森朋夫、竹内金治郎、若浜汐子らによって設立される。同年9月には、学会誌『上代文学』を発刊し、以降年2回刊行される。
代表理事は学会員の持ち回りで、2年に一度交替する。主な活動は、春季大会（講演・研究発表）、秋季大会（シンポジウム・研究発表）、例会（年2回。7月、1月）、機関誌『上代文学』（年2回）の発行である。その他、万葉夏季大学、上代文学会研究叢書の出版、上代文学会セミナーの開催も行われる。2015年には、第1回の上代文学会夏季セミナーも行われた。

## 刊行物

### 上代文学
- 誌名（和文）：上代文学
- 誌名（欧文）：Early Japanese Literature
- 創刊年：1952
- 資料種別：ジャーナル（査読付き論文を含む）
- 使用言語：日本語のみ
- 発行形態：印刷体、その他電子体
- 著作権帰属先：著者
- クリエイティブコモンズ：定めていない
- 購読：有料

## 学会賞
- 上代文学会賞